# 臨漳県
臨漳県（りんしょう-けん）は、中華人民共和国河北省邯鄲市に位置する県。漳河が流れる。

## 歴史
春秋時代、斉により鄴城が築かれた。戦国時代には魏の陪都となる。秦が中国を統一すると邯鄲郡の郡治とされたが、前漢では魏郡の郡治とされ、鄴県が設置された。後漢になると213年（建安18年）に曹操が魏公に封じられ、この地を国都としている。
313年（建興元年）、西晋により臨漳県と改称されたが、南北朝時代には東魏により鄴県と改称、同時に臨漳県を分割設置し両県が並存するようになった。
1072年（熙寧5年）、宋朝は鄴県を廃止し、臨漳県に編入した。元末に廃止されたが、明朝が成立すると1368年（洪武元年）に再設置され現在に至る。
1949年、河南省より河北省に移管され現在に至る。

## 行政区画
- 鎮:臨漳鎮、南東坊鎮、孫陶集鎮、柳園鎮、称勾集鎮、鄴城鎮、章里集鎮、張村集鎮、習文鎮、磚寨営鎮
- 郷:狄邱郷、西羊羔郷、杜村集郷、柏鶴集郷